# Hélène Swarth
Stéphanie Hélène Swarth (Amsterdam, 15 d'octubre de 1859 - Velp, Rheden, 20 de juny de 1941) fou una poetessa neerlandesa activa des de 1879 a 1938. Va adquirir una bona reputació com a sonetista.

## Biografia
El seu pare Eduard Swarth era un mercader, que durant un temps va ser el cònsol de Portugal en Amsterdam, i la seva mare va ser Maria Jacoba Heijblom. Va créixer a Brussel·les, on el seu pare treballava com a banquer, i va viure a Malines fins al seu matrimoni amb l'escriptor neerlandès Frits Lapidoth, matrimoni que va durar des de 1894 a 1910. Aquest matrimoni infeliç és el tema d'una monografia realitzada per Jeroen Brouwers, Hélène Swarth. Haar huwelijk met Frits Lapidoth, 1894-1910 (1986).
El seu debut poètic ho va efectuar amb una col·lecció de poemes en francès influïts per Alphonse de Lamartine, però va canviar a poemes de llengua neerlandesa seguint ell consell de Pol De Mont. Un admirador va ser el poeta Willem Kloos qui la va nomenar com «el cant del cor d'Holanda» i va publicar els seus poemes a la seva revista De Nieuwe Gids. Va morir a Velp el 20 de juny de 1941.

## Poesia
Després de dues col·leccions en francès, va publicar un volum en neerlandès de cançons i sonets, Eenzame bloemen (1883). Un crític de De Gids pensava que les cançons amb freqüència eren massa sentimentals -en la línia de Heinrich Heine-, però va apreciar els seus sonets. Conrad Busken Huet va veure en la seva segona col·lecció holandesa, Blue Flowers, (1884), una poesia receptiva a la naturalesa i un esperit femení que faria que qualsevol home que triés com a amant seria molt feliç; un revisor De Gids va veure imatges i pensaments interessants en uns pocs dels sonets. Lodewijk van Deyssel així mateix va criticar les cançons del volum i va lloar els sonets —fins i tot al punt de profetitzar que el seu nom seria beneït.
Almenys un crític va donar a tota la seva obra -incloent l'antologia de Jeux Innocents- una lectura autobiogràfica: Swarth presumptament va donar el seu cor a un poeta jove però ell li va ser infidel a ella. Segons Jacob Ek Jzn, aquesta causa particular de tristesa es nota, des de llavors, en tot el seu treball, sense arribar a ser una distracció o avorrir, ja que va trobar moltes maneres i formes d'expressar tant l'inicial sentiment i el seu recolliment. Swarth i la seva poesia figura per Ina Boudier-Bakker en la seva més coneguda novel·la, De klop op de deur, com una poeta femenina sense por d'expressar el seu sofriment per amor.

## Obres
- Fleurs du rêve (1879)
- Els printanières (1882)
- Eenzame bloemen (1883)
- Blauwe bloemen (1884)
- Beelden en stemmen (1887)
- Snow flakes (1888)
- Rouwviolen (1889)
- Passiebloemen (1891)
- Nieuwe gedichten (1892)
- Bloesem en vrucht (1893)
- Verzen (1893)
- Blanke duiven (1895)
- Diepe wateren (1897)
- Stille dalen (1899)
- Najaarsstemmen (1900)
- Premières poésies (1902)
- Octoberloover (1903)
- Nieuwe verzen (1906)
- Avondwolken (1911)
- A. de Musset, De nachten (1912)
- M.M. de Lafayette, De prinses de Clèves (1915)
- Eenzame paden (1916)
- V. Hugo, Hernani (1918)
- Keurbundel (1919)
- Late liefde. Liederen en sonnetten (1919)
- Octobre en fleur (1919)
- Hans Bethge De Chineesche fluit (1921)
- Dagen (1924)
- Episoden (1924)
- Morgenrood (1929)
- Natuurpoëzie (1930)
- Beeldjes uit vrouwenleven (1938)
- Sorella (1942)